# Речной пёс Отто
«Речной пес Отто» (нем. Der Hund aus der Elbe) — художественный фильм, снятый в Германии в 1999 году.

## Сюжет
Псу Отто не повезло — он родился питбулем, поэтому всё вокруг считают его убийцей. Так же считает местный живодёр Ринго, который ненавидит питбулей и натравливает двух своих доберманов. Бедный пёс падает в реку. Но два парня с добрыми сердцами, Алекс и Матиас, спасают Отто и начинают за ним ухаживать. Вскоре при помощи предателя — Кая (брата Алекса) живодёр Ринго опять вылавливает пса и запирает его в клетку, чтобы заставить участвовать в подпольных собачьих боях. Алекс и Матиас, долго раздумывая как спасти Отто, вызывают полицию, и те в свою очередь арестовывают живодёра Ринго.

## Награды
Фильм был удостоен премии Deutscher Fernsehpreis 1999 года в категории «Лучший детский фильм». Картина также была номинирована в категории художественных и развлекательных телефильмов на премию Adolf-Grimme-Preis.